# Григорівка (Кам'янський район)
Григорі́вка — село в Україні, у Кам'янському районі Дніпропетровської області.
Входить до складу Лихівської селищної громади. Населення — 75 мешканців.

## Географія
Село Григорівка знаходиться на одному з витоків річки Омельник, вздовж якого село витягнуто на 6 км, вище за течією примикає село Ровеньки, на відстані 2 км розташоване село Байдаківка.

## Населення

### Мова
Розподіл населення за рідною мовою за даними перепису 2001 року:
| Мова       | Відсоток |
| ---------- | -------- |
| українська | 82,7 %   |
| угорська   | 14,7 %   |
| російська  | 2,6 %    |

## Інтернет-посилання
- Погода в селі Григорівка [Архівовано 20 грудня 2011 у Wayback Machine.]

1. ↑  Рідні мови в об'єднаних територіальних громадах України — Український центр суспільних даних